# Noidré
Noidré est un hameau de la commune belge de Sprimont situé en Région wallonne dans la province de Liège.
Ce hameau faisait déjà partie de l'ancienne commune de Sprimont. 

## Situation
Le hameau se trouve sur les hauteurs nord du village de Sprimont entre les hameaux de Hornay et de Sendrogne.
Noidré était surtout connu par les automobilistes pour être le nom de l'aire autoroutière présente de chaque côté de l'autoroute E25 toute proche du hameau entre les sorties 44 et 45. Cette aire a été rebaptisée aire de Sprimont.